# Міжнародна мережа ліквідації забруднювачів
Міжнародна мережа ліквідації забруднювачів (IPEN) (раніше Міжнародна мережа ліквідації СОЗ) — глобальна мережа неурядових організацій, що займаються спільною метою ліквідації забруднювачів, таких як свинець у фарбі, ртуть і свинець у навколишньому середовищі, стійкі органічні забруднювачі (СОЗ), хімічні речовини, що порушують роботу ендокринної системи, та інші токсичні речовини.
IPEN складається з громадських неурядових організацій, які підтримують спільну платформу для глобальної ліквідації СОЗ через Стокгольмську конвенцію, працюють над впровадженням Роттердамської та Базельської конвенцій, а також Мінаматської конвенції про ртуть.
Понад 550 громадських неурядових організацій IPEN у більш ніж 120 країнах працюють разом для ліквідації токсичних забруднювачів на прискореній, але соціально справедливій основі. Ця місія включає створення світу, в якому всі хімічні речовини виробляються та використовуються таким чином, щоб усунути значний несприятливий вплив на здоров'я людини та навколишнє середовище, і де стійкі органічні забруднювачі (СОЗ) та хімічні речовини еквівалентного значення більше не забруднюють місцеве та глобальне середовище.